# Rubint Réka
Rubint Réka (Kazincbarcika, 1978. június 28. –) magyar fitneszedző, üzletasszony, különböző fitneszkiadványok, edzésprogramok szerzője. 2017-ben a Forbes őt választotta a 10. legbefolyásosabb magyar nőnek a médiában.

## Élete
Óvodába Pusztamonostorra járt. Általános iskolai tanulmányait a jászberényi Székely Mihály Általános Iskolában végezte. Ezután a kazincbarcikai Egészségügyi és Óvónőképző Szakközépiskolába járt egy évig de a szüleitől és a barátaitól való távolság miatt visszaköltözött lakóhelyére, Jászberénybe, és itt folytatta tanulmányait a Lehel Vezér Gimnáziumban, végzettségéről nincs adat, azt vélhetőleg nem végezte el.  2001-ben OKJ tanfolyamon alapfokú sportoktatói bizonyítványt szerzett testépítés-fitnesz és aerobic sportágban.
Férje Schóbert Norbert. Gyermekeik: Lara (2003. október 6.), Norbert (2005. szeptember 7.), Zalán (2011. március 10.).
2025-ben Magyar Ezüst Érdemkereszttel tüntették ki.

## A nagy duettben
2016-ban A nagy duett 4. szériájában Rubint Réka Pintér Tiborral együtt szerepelt.

## Megjelent kiadványai
- Add önmagad – Személyi edződ Rubint Réka
- Az igényes nők edzésprogramja – Rubint Réka 2.
- Kismama- és életmódkazetta
- Add újra önmagad
- Napi 20 perc önmagadért